# Praktica

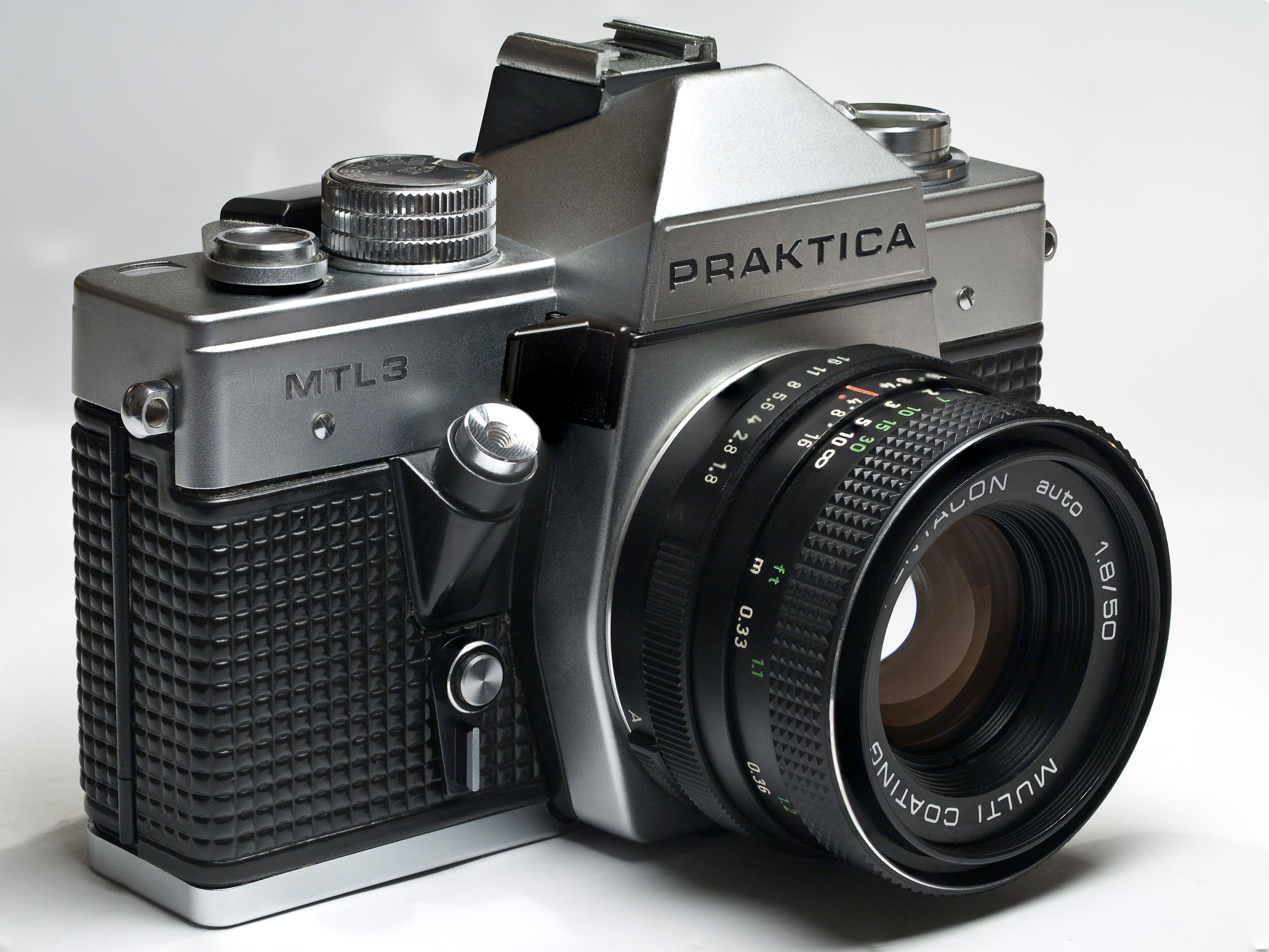
Praktica MTL3 (1978-1984)

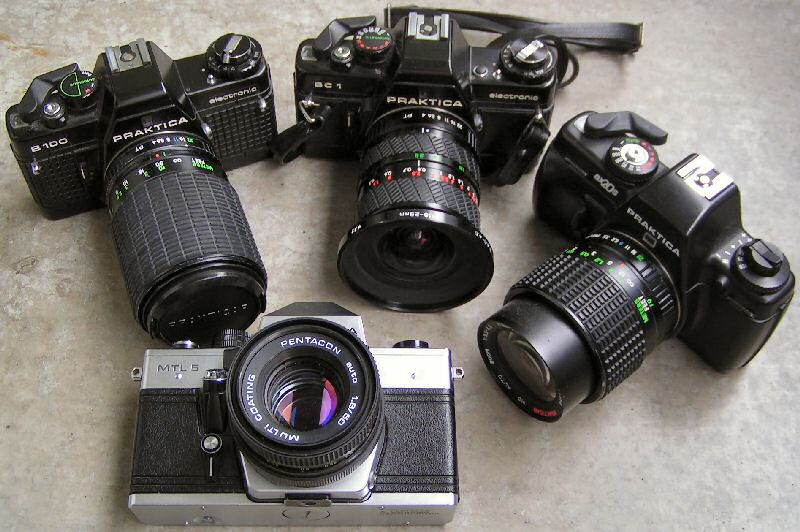
Enkele modellen van Praktica

Praktica is een fotocameramerk gemaakt door Pentacon in Dresden. Het merk genoot ten tijde van de DDR bekendheid tot in West-Europa.
Ondanks vele malen van eigenaar te zijn gewisseld heeft het merk de tand des tijds goed doorstaan. Onder het merk Praktica worden nu ook digitale camera's gefabriceerd, zowel voor de amateur als voor de professional, die Praktica kent van de serie SCANxxxx-camera's.
De eerste Praktica is in 1949 ontworpen door Siegfried Böhm.
Het imago en de verkopen van het merk zijn in de late jaren tachtig en begin jaren negentig na de val van het IJzeren gordijn aanzienlijk gedaald.
Omdat het een goedkoop en degelijk toestel was zijn vele foto-amateurs en latere professionele fotografen begonnen met een Praktica.
De spiegelreflexcamera's van Praktica waren voorzien van schroefdraad waarmee de objectieven op de camera konden worden geschroefd. Deze zogenaamde Prakticadraad (M42 x 1) is ook door veel andere fabrikanten gebruikt.